# Carpignano Sesia
Carpignano Sesia (piemontesisch Carpignan, im lokalen Dialekt Carpigneun) ist eine Gemeinde mit 2467 Einwohnern (Stand 31. Dezember 2023) in der italienischen Provinz Novara (NO), Region Piemont.
Die Nachbargemeinden sind Briona, Fara Novarese, Ghemme, Ghislarengo, Lenta, Sillavengo und Sizzano.
Das Gemeindegebiet umfasst eine Fläche von 14 km².